# Contea di Ningjin
La contea di Ningjin (宁晋县S, Níngjìn XiànP) è una contea della Cina, situata nella provincia di Hebei e amministrata dalla prefettura di Xingtai.